# Millières (Haute-Marne)
Millières település Franciaországban, Haute-Marne megyében. Lakosainak száma 116 fő (2022. január 1.). Millières Ageville, Consigny, Esnouveaux, Longchamp, Mennouveaux, Ozières és Thol-lès-Millières községekkel határos.

## Népesség
A település népességének változása:
| Lakosok száma | 161  | 111  | 112  | 127  | 110  | 110  | 114  | 117  | 117  | 116  |
|               | 1968 | 1982 | 1990 | 2006 | 2013 | 2015 | 2017 | 2019 | 2020 | 2022 |